# Last Night (Morgan Wallen)
Last Night è un singolo del cantante statunitense Morgan Wallen, pubblicato il 6 febbraio 2023 come terzo estratto dal terzo album in studio One Thing at a Time.
Nella Billboard Hot 100, Last Night è rimasta in vetta alla classifica per 16 settimane non consecutive, diventando una delle canzoni con la maggior permanenza alla prima posizione nella storia della classifica.
Nel luglio 2023, Last Night è diventata la prima canzone ad accumulare 1 miliardo di streaming negli Stati Uniti in un solo anno, diventando la canzone a ottenere questo risultato nel minor tempo possibile.
La canzone ha raggiunto la prima posizione della Billboard Hot Country Songs nel febbraio 2023, prima di raggiungere la vetta anche della Billboard Hot 100 nel marzo 2023, diventando la prima numero uno di Wallen sulla Hot 100 e la prima canzone country a raggiungere la vetta dal 2021, quando All Too Well (Taylor's Version) della cantautrice americana Taylor Swift debuttò direttamente in prima posizione. Nell'aprile del 2023 ha raggiunto la vetta anche della classifica australiana.

## Testo e accoglienza
La canzone parla di una coppia che vive la loro ultima notte (en: last night) insieme. Phil Arnold di Music Talkers ha elogiato l'utilizzo della chitarra elettrica e la scorrevolezza del testo.

## Successo commerciale
La canzone ha raggiunto la numero uno della Billboard Hot Country Songs il 13 febbraio 2023, salendo dalla posizione 7 alla quale aveva debuttato la settimana precedente. La stessa settimana, i suoi precedenti singoli Thought You Should Know e You Proof hanno raggiunto rispettivamente la posizione due e tre, mentre I Wrote the Book aveva raggiunto la 10.
A seguito dell'uscita dell'album One Thing at a Time, Last Night è salita dalla posizione 5 alla posizione 1 sulla Billboard Hot 100 in data 18 marzo 2023, rappresentando la prima numero uno della carriera di Wallen. La canzone ha ottenuto 47,5 milioni di stream, ha venduto 18,000 download digitali e ha ottenuto 10,8 milioni di passaggi radiofonici. La stessa settimana, Wallen ha infranto il record per il maggior numero di posizioni occupate dallo stesso artista in una settimana, grazie a tutte le 36 canzoni dell'album che sono riuscite a posizionarsi all'interno della Hot 100. Last Night è diventata anche la prima canzone country numero uno di un artista maschile in più di 42 anni, dai tempi di I Love a Rainy Night di Eddie Rabbitt (due settimane, nel 1980), e la prima canzone country in generale a raggiungere la vetta della Hot 100 sin da All Too Well (Taylor's Version) della cantautrice americana Taylor Swift che debuttò in prima posizione nel novembre 2021. Nella settimana del 12 agosto 2023 Last Night è tornata alla vetta per un totale di 15 settimane non consecutive, equiparando il record di As It Was di Harry Styles per la canzone solista con il maggior numero di settimane totali in vetta alla Billboard Hot 100. La settimana di pubblicazione seguente, quella del 19 agosto 2023, la canzone è rimasta per una ulteriore sedicesima settimana alla prima posizione della classifica. Così facendo, il brano è diventato la canzone solista con la più lunga permanenza in vetta alla Hot 100 nella storia della classifica, nonché la seconda canzone con il maggior numero di settimane al numero uno di sempre (a pari merito con One Sweet Day di Mariah Carey e Boyz II Men e la versione remix di Despacito di Luis Fonsi & Daddy Yankee con la collaborazione di Justin Bieber), dietro solamente a Old Town Road di Lil Nas X che detiene il record con 19 settimane in prima posizione. Con la pubblicazione del 16 novembre 2024, il record di Last Night è stato infranto dal brano A Bar Song (Tipsy) del cantante statunitense Shaboozey, il quale è riuscito a registrare 17 settimane non consecutive alla vetta del classifica, la più lunga permanenza per un brano solista.

## Classifiche

### Classifiche settimanali
| Classifica (2023)     | Posizione massima |
| --------------------- | ----------------- |
| Australia             | 1                 |
| Australia (country)   | 1                 |
| Canada                | 1                 |
| Canada (country)      | 1                 |
| Irlanda               | 7                 |
| Nuova Zelanda         | 2                 |
| Regno Unito           | 28                |
| Stati Uniti           | 1                 |
| Stati Uniti (country) | 1                 |
| Svezia                | 2                 |

### Classifiche di fine anno
| Classifica (2023) | Posizione |
| ----------------- | --------- |
| Canada            | 3         |
| Stati Uniti       | 1         |
| Classifica (2024) | Posizione |
| Australia         | 25        |
| Canada            | 23        |
| Nuova Zelanda     | 37        |
| Stati Uniti       | 28        |

### Classifiche di fine secolo
| Classifica (2000-2024) | Posizione |
| ---------------------- | --------- |
| Stati Uniti            | 7         |